# Records du Burundi d'athlétisme

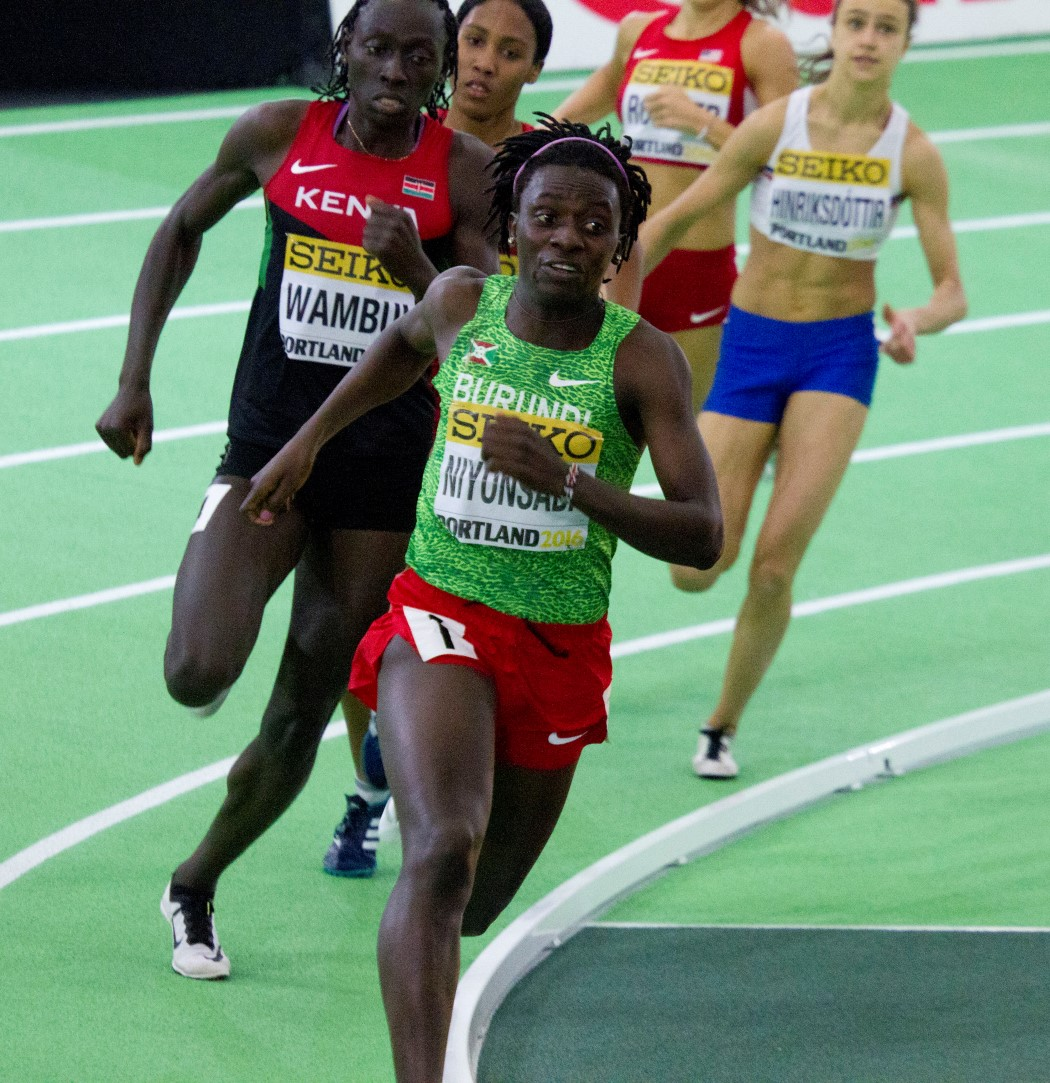
Francine Niyonsaba.

Les records du Burundi d'athlétisme sont les meilleures performances réalisées par des athlètes burundais et homologuées par la Fédération burundaise d'athlétisme (FAB).

## Plein air

### Hommes
| Épreuve              | Record | Athlète                                                                           | Date               | Compétition                 | Lieu           | Réf.  |
| -------------------- | --- | --------------------------------------------------------------------------------- | ------------------ | --------------------------- | -------------- | ----- |
| 100 m                | 10 s 84 | Kassiem Ntahimpera                                                                | 13 juillet 1989    | Jeux de la Francophonie     | Casablanca     |       |
| 200 m                | 21 s 88 | Kassiem Ntahimpéra                                                                | 16 juillet 1989    | Jeux de la Francophonie     | Casablanca     |       |
| 400 m                | 46 s 32 | Jean-Patrick Nduwimana                                                            | 30 mars 1999       |                             | Tucson         |       |
| 800 m                | 1 min 42 s 81 | Jean-Patrick Nduwimana                                                            | 17 août 2001       | Weltklasse Zürich           | Zurich         |       |
| 1 500 m              | 3 min 29 s 18 | Vénuste Niyongabo                                                                 | 22 août 1997       | Mémorial Van Damme          | Bruxelles      |       |
| Mile                 | 3 min 46 s 70 | Vénuste Niyongabo                                                                 | 26 août 1997       | ISTAF                       | Berlin         |       |
| 3 000 m              | 7 min 25 s 93 | Thierry Ndikumwenayo                                                              | 10 août 2022       | Herculis                    | Monaco         | [ 1 ] |
| 5 000 m              | 12 min 59 s 39 | Thierry Ndikumwenayo                                                              | 9 juin 2022        | Golden Gala                 | Rome           | [ 2 ] |
| 10 000 m             | 27 min 20 s 38 | Alois Nizigama                                                                    | 7 juillet 1995     | London Grand Prix           | Londres        |       |
| 5 km (route)         | 13 min 11 s | Rodrigue Kwizéra                                                                  | 29 avril 2023      | adizero Road to Records     | Herzogenaurach | [ 3 ] |
| 10 km (route)        | 26 min 56 s | Rodrigue Kwizéra                                                                  | 30 avril 2022      | adizero Road to Records     | Herzogenaurach | [ 4 ] |
| Semi-marathon        | 1 h 01 min 30 s | Thérence Bizoza                                                                   | 30 octobre 2022    | Maratonina Citta' di Arezzo | Arezzo         | [ 5 ] |
| Marathon             | 2 h 07 min 13 s | Olivier Irabaruta                                                                 | 10 avril 2022      | Marathon de Zurich          | Zurich         |       |
| 110 m haies          | 14 s 63 | Joseph Niyonkuru                                                                  | 11 août 1987       | Jeux africains              | Nairobi        |       |
| 400 m haies          | 53 s 99 | Christophe Bigirimana                                                             | 23 septembre 1991  | Jeux africains              | Le Caire       |       |
| 3 000 m steeple      | 8 min 36 s 19 | Hilaire Ntirampeba                                                                | 12 juillet 1994    | Jeux de la Francophonie     | Bondoufle      |       |
| Saut en hauteur      | 2,05 m | Jérôme Rutayisiré                                                                 | 17 août 1986       |                             | Gauvain, ?     |       |
| Saut à la perche     | 4,10 m | Pierre Ntibarashirwa                                                              | 19 septembre 1979  |                             | Bujumbura      |       |
| Saut à la perche     | 4,10 m | Venant Rwamahéké                                                                  | 1981               |                             | Bujumbura      |       |
| Saut en longueur     | 7,14 m | Christophe Ntirandékura                                                           | 23 septembre 1991  | Jeux africains              | Le Caire       |       |
| Triple saut          | 15,70 m | Christophe Ntirandékura                                                           | 27 juillet 1991    |                             | Bujumbura      |       |
| Lancer du poids      | 13,24 m | Nelly Claude Nsengiyumva                                                          | 5-7 septembre 2014 | Championnats du Burundi     | Ngozi          | [ 6 ] |
| Lancer du disque     | 41,93 m | Domitien Nsabimana                                                                | 31 juillet 1988    |                             | Bujumbura      |       |
| Lancer du marteau    | |                                                                                   |                    |                             |                |       |
| Lancer du javelot    | 61,95 m | Joseph Kanjobi                                                                    | 9 juin 1992        |                             | Bujumbura      |       |
| Décathlon            | 5 320 pts | Jérôme Rutayisiré                                                                 | 23–24 août 1986    |                             | Woluwe         |       |
| Décathlon            | 12 s 2 (100 m), 6,21 m (longueur), 7,64 m (poids), 1,92 m (hauteur), 53 s 6 (400 m) / 16 s 5 (110 m haies), 19,68 m (disque), 2,65 m (perche), 36,20 m (javelot), 4 min 19 s 5 (1 500 m) |                                                                                   |                    |                             |                |       |
| 20 km marche (route) | |                                                                                   |                    |                             |                |       |
| 50 km marche (route) | |                                                                                   |                    |                             |                |       |
| 4 × 100 m            | 42 s 32 | Équipe nationale Joseph Niyonkuru A. Sindayigaya Kassiem Ntahimpera L. Surwingana | 1er septembre 1988 | Championnats d'Afrique      | Annaba         |       |
| 4 × 400 m            | 3 min 06 s 19 | Équipe nationale P.C. Nyabenda C. Rugerinyange A. Nsazurwimo Dieudonné Kwizera    | 11 août 1987       | Jeux africains              | Nairobi        |       |

### Femmes
| Épreuve              | Record          | Athlète              | Date               | Compétition             | Lieu          | Réf.   |
| -------------------- | --------------- | -------------------- | ------------------ | ----------------------- | ------------- | ------ |
| 100 m                | 12 s 73         | Françoise Bucumi     | 22 septembre 1991  | Jeux africains          | Le Caire      |        |
| 200 m                | 26 s 50         | Phydia Inamahoro     | 25 juin 1993       | Championnats d'Afrique  | Durban        |        |
| 400 m                | 53 s 48         | Francine Niyonsaba   | 4 mai 2018         | Oregon Twilight         | Eugene        |        |
| 800 m                | 1 min 55 s 47   | Francine Niyonsaba   | 21 juillet 2017    | Meeting Herculis        | Monaco        | [ 7 ]  |
| 1 500 m              | 4 min 19 s 90   | Francine Niyomukunzi | 26 juillet 2019    |                         | Kampala       |        |
| 3 000 m              | 8 min 19 s 08   | Francine Niyonsaba   | 28 août 2021       | Meeting de Paris        | Paris         | [ 8 ]  |
| 5 000 m              | 14 min 25 s 34  | Francine Niyonsaba   | 3 septembre 2021   | Mémorial Van Damme      | Bruxelles     | [ 9 ]  |
| 10 000 m             | 30 min 41 s 93  | Francine Niyonsaba   | 7 août 2021        | Jeux olympiques         | Tokyo         | [ 10 ] |
| 5 km (route)         | 15 min 23 s     | Francine Niyomukunzi | 1er octobre 2023   |                         | Riga          | [ 11 ] |
| 10 km (route)        | 30 min 42 s     | Francine Niyomukunzi | 14 janvier 2024    |                         | Valence       | [ 12 ] |
| Semi-marathon        | 1 h 8 min 21 s  | Francine Niyomukunzi | 12 décembre 2021   |                         | Kotor-Tivat   |        |
| Marathon             | 2 h 27 min 50 s | Diane Nukuri         | 26 avril 2015      | Marathon de Londres     | Londres       |        |
| 100 m haies          |                 |                      |                    |                         |               |        |
| 400 m haies          |                 |                      |                    |                         |               |        |
| 3 000 m steeple      | 11 min 28 s 83  | Spéciose Gakobwa     | 19 juin 2010       |                         | Saint-Renan   |        |
| Saut en hauteur      | 1,55 m          | Niyonsaba            | 15 mars 1987       |                         | Bururi        |        |
| Saut à la perche     | 3.70 m          | Laetitia Berthier    | 29 juin 2007       |                         | Feyzin        |        |
| Saut à la perche     | 3.70 m          | Laetitia Berthier    | 1er mai 2008       | Championnats d'Afrique  | Addis-Abeba   |        |
| Saut à la perche     | 3.70 m          | Laetitia Berthier    | 13 juin 2008       |                         | Pierre-Bénite |        |
| Saut à la perche     | 3.70 m          | Laetitia Berthier    | 14 juin 2008       |                         | Annecy        |        |
| Saut à la perche     | 3.70 m          | Laetitia Berthier    | 28 juin 2008       |                         | Vénissieux    |        |
| Saut en longueur     | 5,10 m          | Dévote Barajenguye   | 1981               |                         | Bujumbura     |        |
| Triple saut          | 10,89 m         | Amissa Noëlla        | 21 août 2015       |                         | Butare        |        |
| Lancer du poids      | 12,56 m         | Tsizéyimana          | 23 août 1992       |                         | Bujumbura     |        |
| Lancer du disque     | 30,82 m         | Niyongéko            | 10 mai 1991        |                         | Bujumbura     |        |
| Lancer du marteau    |                 |                      |                    |                         |               |        |
| Lancer du javelot    | 29,80 m         | Goreth Barampama     | 5-7 septembre 2014 | Championnats du Burundi | Ngozi         | [ 13 ] |
| Heptathlon           |                 |                      |                    |                         |               |        |
|                      |                 |                      |                    |                         |               |        |
| 20 km marche (route) |                 |                      |                    |                         |               |        |
| 4 × 100 m            | 51 s 8          | Équipe nationale     | 16 mai 1993        |                         | Bujumbura     |        |
| 4 × 400 m            | 4 min 11 s 4    | Équipe nationale     | 23 août 1992       |                         | Bujumbura     |        |